# Persectania dyscrita
Persectania dyscrita là một loài bướm đêm trong họ Noctuidae.